# اویراسبورگ (شوابن)
اویراسبورگ (به آلمانی: Eurasburg) یک شهر در آلمان است که در آیشاخ-فریدبرگ واقع شده‌است. اویراسبورگ ۱٬۶۷۴ نفر جمعیت دارد.